# Belle Claire
Belle Claire (Praga, 26 de mayo de 1993) es una actriz pornográfica y modelo erótica checa.

## Biografía
Belle Claire, nombre artístico de Veronika Kolářová, nació en la capital checa en mayo de 1993. Empezó trabajando como modelo de moda y de glamour, para pasar más tarde a ser modelo erótica, realizando algunas sesiones de softcore.
En esa faceta, en 2014, a los 21 años, comenzó su carrera como actriz pornográfica en su país natal, trabajando para la productora WoodManCasting.
Como actriz ha rodado para productoras tanto europeas como estadounidenses, como Mile High, Wicked Pictures, Reality Kings, Nubile, Mofos, Evil Angel, Teen Erotica, SexArt, Doghouse Digital o Private, entre otras.
En mayo de 2018 anunció una retirada temporal de la industria pornográfica como actriz en activo, para dedicarse a las sesiones de modelaje y a subir contenido propio en su página web, retornando tiempo después. Ha aparecido en más de 360 películas como actriz.
Algunas cintas suyas son Anal Loving Lingerie Models, Caught On Camera, Creampie Gangbangs, Double Anal Sluts, Fashion Passion, Hot and Bothered, Planet Gang Bang 4, Stranded Teens 4, Twinwatch o Yoga Studio 2.

## Premios y nominaciones
| Año  | Ceremonia                   | Resultado | Premio                           | Trabajo |
| ---- | --------------------------- | --------- | -------------------------------- | ------- |
| 2018 | Spank Bank Awards           | Nominada  | Best 'Fuck Me' Eyes              | —       |
| 2018 | Spank Bank Awards           | Nominada  | Best Legs                        | —       |
| 2018 | Spank Bank Awards           | Ganadora  | Bionic Butthole                  | —       |
| 2018 | Spank Bank Awards           | Nominada  | European Enchantress of the Year | —       |
| 2018 | Spank Bank Awards           | Nominada  | Gangbanged Girl of the Year      | —       |
| 2018 | Spank Bank Awards           | Nominada  | Size Queen                       | —       |
| 2018 | Spank Bank Awards           | Nominada  | The Dirtiest Player in the Game  | —       |
| 2018 | Spank Bank Awards           | Nominada  | Three Kielbasas in a Corridor    | —       |
| 2018 | Spank Bank Awards           | Nominada  | wo Hot Dogs in a Hallway         | —       |
| 2018 | Spank Bank Technical Awards | Ganadora  | World's Dirtiest Runway Model    | —       |